# Кайюань (Ляонін)
Кайюа́нь (кит.: 开原; піньїнь: Kāiyuán) — міський повіт у складі китайського міста Тєлін, що у провінції Ляонін.

## Історія
Місто Кайюань починає свою історію від часів імперії Мін. Його назва походить від іменування монгольської адміністративної одиниці, що існувала в тій місцевості.
Після Синьхайської революції повіт увійшов до складу провінції Фентянь, яку 1929 року було перейменовано на Ляонін. Після утворення 1932 року маріонеткової Маньчжурської держави повіт опинився у складі провінції Фентянь, а від 1941 року — в складі нової провінції Сипін. Після завершення Другої світової війни увійшов до складу створеної урядом КНР провінції Ляобей. Після утворення КНР 1949 року провінцію Ляобей було розформовано, й повіт опинився у складі новоствореної провінції Ляосі. 1954 року провінцію Ляосі було розформовано, й повіт увійшов до складу відновленої провінції Ляонін. 1988 року місто було переформовано на міський повіт.

## Адміністративний поділ
Кайюань поділяється на 3 вуличні комітети, 16 селищ та 1 національну волость.

## Клімат
Місто знаходиться у зоні, котра характеризується вологим континентальним кліматом зі спекотним літом. Найтепліший місяць — липень із середньою температурою 24.2 °C (75.6 °F). Найхолодніший місяць — січень, із середньою температурою -12.9 °С (8.8 °F).
| Клімат Кайюані          | Клімат Кайюані | Клімат Кайюані | Клімат Кайюані | Клімат Кайюані | Клімат Кайюані | Клімат Кайюані | Клімат Кайюані | Клімат Кайюані | Клімат Кайюані | Клімат Кайюані | Клімат Кайюані | Клімат Кайюані | Клімат Кайюані |
| Показник                | Січ.           | Лют.           | Бер.           | Квіт.          | Трав.          | Черв.          | Лип.           | Серп.          | Вер.           | Жовт.          | Лист.          | Груд.          | Рік            |
| Середня температура, °C | −12,9          | −9,4           | −0,4           | 9              | 16,3           | 21,2           | 24,2           | 23             | 16,7           | 8,9            | −1             | −9,4           | 7,2            |
| Норма опадів, мм        | 5.5            | 6.9            | 13.4           | 37.7           | 56.5           | 91.7           | 172.9          | 145.3          | 65.9           | 39.2           | 15.7           | 7.2            | 657.9          |
| Днів з опадами          | 4              | 4              | 4,8            | 6,8            | 9,5            | 12,2           | 15,4           | 12,6           | 8,5            | 7,5            | 5,6            | 4,1            | 95             |
| Вологість повітря, %    | 65.2           | 60.6           | 53.5           | 51.1           | 52.8           | 65.4           | 77.8           | 78.3           | 68.9           | 63.6           | 65             | 64.6           | 63.9           |
| ----------------------- | -------------- | -------------- | -------------- | -------------- | -------------- | -------------- | -------------- | -------------- | -------------- | -------------- | -------------- | -------------- | -------------- |
| Джерело: Weatherbase    |                |                |                |                |                |                |                |                |                |                |                |                |                |